# 膜貫通型ドメイン
膜貫通型ドメイン（まくかんつうがたドメイン、英: transmembrane domain、TMD）は、膜貫通ドメインとも呼ばれ、細胞膜を貫通するタンパク質ドメインである。TMDは一般的にαヘリックスのトポロジー構造をとるが、ポリンのように異なる構造をとるものもある。脂質二重層の内部は疎水性であるため、TMDのアミノ酸残基は疎水性であることが多いが、膜輸送体やイオンチャネルなどのタンパク質は極性残基を含むことがある。TMDは、長さ、配列、疎水性が大きく異なり、オルガネラ固有の性質を帯びる。

## 膜貫通型ドメインの機能
膜貫通型ドメインには、さまざまな機能があることが知られている。たとえば次のような機能がある。
- 膜貫通型タンパク質を膜に固定する。 膜貫通型ドメイン（オレンジ色の範囲）によって膜に固定されたAMPA受容体。

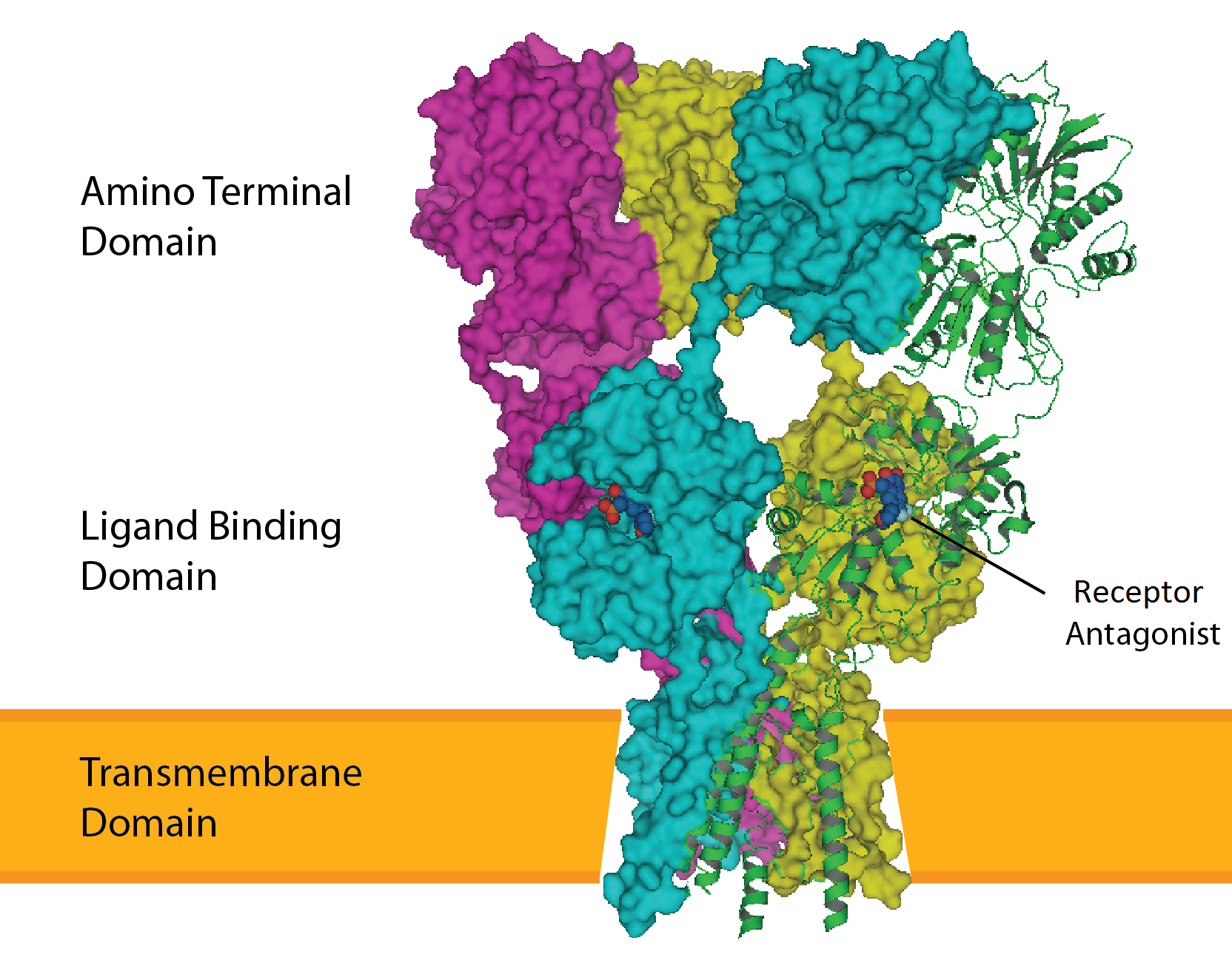
膜貫通型ドメイン（オレンジ色の範囲）によって膜に固定されたAMPA受容体。

- イオンやタンパク質などの分子が生体膜を通過する際に、分子輸送を促進する。通常、TMDの親水性残基や結合部位がこのプロセスを補助する。
- 膜を通過するシグナル伝達を行う： Gタンパク質共役受容体などの多くの膜貫通タンパク質は、細胞外からのシグナルを受け取る。TMDは、これらのシグナルを膜上に伝播して細胞内に影響を及ぼす。
- 小胞融合を補助する： TMDの機能はよく理解されていないが、おそらくTMDが脂質二重層の張力に影響を与える結果として、融合反応に重要であることが示されている[2]。
- 膜貫通型タンパク質の輸送と選別を仲介する： TMDは、細胞質ゾルの選別シグナルと協力して働くことが示されており、TDMの選別では長さと疎水性が主な決定要因となる。長くて疎水性の高いTMDは、タンパク質を細胞膜に選別するのに役立ち、一方、短くて疎水性の低いTMDは、タンパク質を小胞体やゴルジ装置に保持するのに用いられる。このプロセスの正確な機構は未だ不明である[3]。

## 膜貫通ヘリックスの同定
膜貫通ヘリックスは、X線回折によって決定された膜タンパク質の構造に見られる。それらは、疎水性スケールに基づいて予測することもできる。脂質二重膜の内部や、構造が知られているほとんどのタンパク質の内部は疎水性であるため、膜をまたぐアミノ酸も疎水性であることが要件であると推定される。ただし、膜輸送体やイオンチャネルは、（一般的に非極性である）膜貫通部内に多数の荷電残基や極性残基を含んでいる。
「疎水性分析」を用いて膜貫通ヘリックスを予測すると、タンパク質の「膜貫通トポロジー」を予測することができる。つまり、タンパク質のどの部分が細胞内に突き出して、どの部分が外に突き出ていて、タンパク質の鎖が膜を何回横切るかを予測することができる。
膜貫通ヘリックスは、バイオインフォマティクスツールであるTMHMMを用いてin silicoで同定することもできる。

## 膜タンパク質の生合成と品質管理因子の役割
タンパク質の翻訳は細胞質ゾル（水溶性環境）で行われるため、TMDを認識し、この敵対的な環境でそれらを保護する因子が必要となる。さらに、TMDを標的膜（すなわち、小胞体や他の細胞小器官）に組み込むための因子も必要である。また、膜内でのTMDのミスフォールディング（誤った折りたたみ）を検出し、品質管理機能を果たす因子も必要である。これらの因子は、非常に多様なTMDの集まりを認識できなければならず、細胞質ゾル内で活性なものと膜内で活性なものに分けられる。

### 細胞質ゾル認識因子
細胞質ゾル認識因子には2つの異なる戦略があると考えられている。共翻訳戦略では、認識と保護がタンパク質合成と結びついている。ゲノムワイド関連研究によると、小胞体を標的とする膜タンパク質の大部分は、リボソーム出口トンネルに結合しているシグナル認識粒子によって処理され、タンパク質が翻訳される際に認識と保護が開始されることを示している。2番目の戦略は、膜タンパク質のカルボキシル末端近くに単一のTMDが存在する尾部アンカー型タンパク質が関与している。翻訳が完了すると、その尾部アンカー型TMDはリボソーム出口トンネルに残り、ATPaseによって小胞体へのターゲティングが仲介される。シャトル因子の例として、高等真核生物のTRC40および酵母のGet3がある。さらに、一般的なTMD結合因子は、凝集やその他の破壊的な相互作用から保護する。SGTAとカルモジュリンはよく知られた一般的なTMD結合因子である。膜タンパク質の品質管理には、ユビキチン化プロテアソーム系に関連したTMD結合因子が関与している。

### 膜認識因子
輸送されると、因子は、リン脂質膜の親水性層のリン酸頭部グループを横切るTMDの挿入を助ける。品質管理因子は、細胞質ゾルへの抽出を容易にするだけでなく、機能およびトポロジーを識別できるものでなければならない。シグナル認識粒子は、膜タンパク質をSecトランスロケーションチャネルに輸送し、リボソーム出口トンネルをトランスロコン中央細孔の近位に配置し、TMDの細胞質ゾルへの露出を最小限に抑える。脂質二重層へのTMDの挿入は、インサーターゼによっても仲介される。インサーターゼには、細菌のYidC、ミトコンドリアのOxa1、葉緑体のAlb3があり、これらはすべて進化的に関連している。膜結合型品質管理因子の例として、保存されているHrd1およびDerlinの酵素ファミリーがあげられる。

## 事例
- テトラスパニン - 4つの保存された膜貫通ドメインを持つ
- Mildew locus o（英語版）（mlo）タンパク質 - αヘリックスをコードする7つの保存された膜貫通ドメインを持つ[6]

## 参照項目
- 膜貫通型タンパク質 - 細胞膜の全体にまたがる膜内在性タンパク質の一種
- 膜タンパク質 - 細胞または細胞小器官などの生体膜に付着しているタンパク質分子
- シグナル認識粒子 - 小胞体でタンパク質を認識し、輸送に関与するリボヌクレオタンパク質